# Syngonium atrovirens
Syngonium atrovirens är en kallaväxtart som beskrevs av George Sydney Bunting. Syngonium atrovirens ingår i släktet Syngonium och familjen kallaväxter. Inga underarter finns listade.